# Andrés Chitiva
Andrés Chitiva (Bogotá, Colombia, 13 de agosto de 1979) es un exfutbolista y entrenador colombiano naturalizado mexicano. Se destacó como jugador en Millonarios y Pachuca. En la actualidad dirige las fuerzas básicas del Pachuca.

## Plano personal

### Legado deportivo
Su padre Abatuel Chitiva, fue un ciclista colombiano muy destacado a finales de los años 60 e inicios de los años 70. En el Tour de Guadalupe llegó a ser segundo.

### Formación académica
Chitiva paralelamente a sus inicios como futbolista llegó adelantar algunos semestres administración de empresas en la Universidad Militar Nueva Granada en su natal Bogotá. Tras su retiro, retomó sus estudios superiores y actualmente es egresado la Universidad del Fútbol y Ciencias del Deporte en el programa de educación física.

## Jugador

### Millonarios
En 1998, Andrés Chitiva llega a las inferiores de Millonarios Fútbol Club de Colombia, y es ascendido al equipo profesional por el profesor Jorge Luis Pinto en 1999 y debuta oficialmente el 13 de junio al ingresar al minuto 73 por Wilson Cuero Murcia . En su segunda presentación anotaría su primer gol como profesional, lo anotaría el 29 de agosto en el Atanasio Girardot al minuto 91 para conseguir el 1-1 venciendo casualmente a su amigo y futuro compañero Miguel Calero, sería fundamental en la consecución del invicto histórico de 29 partidos del conjunto bogotano. En el año 2000 es pieza clave en la buena campaña de Millonarios Fútbol Club en la liga local y que por un gol de diferencia, el equipo queda al margen de la gran final del torneo. Con el equipo bogotano consigue su primera final internacional que terminaría con el subcampeonato de la Copa Merconorte 2000.
Anotaría un total de 8 goles: En liga (7) y (1) en la Copa Merconorte.

### Pachuca
En 2001, "El Consentido" Chitiva fue contratado por el Pachuca Club de Fútbol de México, por recomendación de su compatriota Miguel Calero, portero y capitán del mismo equipo. Chitiva fue un titular de la plantilla del equipo pachuqueño, y participó en la consecución de cuatro títulos en la liga profesional mexicana de fútbol (2001, 2003, 2006 y 2007). La habilidad como pasador de Chitiva le han vuelto una de las figuras más populares entre los seguidores del equipo tuzo.
En 2002, tuvo una participación con Monarcas Morelia en la Copa Libertadores de ese año, perteneciendo su pase aún a Pachuca.
Se marcharía del Pachuca siendo uno de los goleadores históricos del club habiendo anotado en 45 oportunidades: (37) por la Primera División de México, (3) por Copa Libertadores, (2) por Copa Sudamericana, (2) Champions Concacaf y (1) por la SuperLiga.
Como dato curioso en el 2002 y 2003 reforzó al Monarcas Morelia y al Cruz Azul respectivamente pero solo en la Copa Libertadores, ya que la temporada regular la seguía disputando con Pachuca.

### Club América
A principios del 2008 fue contratado por el Club América, equipo en el cual permanecería por 1 año marcando tan solo 2 goles: el primero fue en su debut en el primer balón que tocó y el segundo en un partido contra Toluca.

### Atlas
Para el Torneo Bicentenario 2010, Andrés Chitiva fue contratado por el Atlas de Guadalajara, procedente del Club América.

### Pachuca y retiro
Para el torneo Apertura 2011 es nuevamente contratado por Pachuca Club de Fútbol como refuerzo en una segunda etapa con el club hidalguense. Tras culminar su contrato regresó a su natal Bogotá donde ya tenía un acuerdo verbal para su vinculación con Millonarios, pero al final optó por no fichar ya que, con sus propias palabras, dijo no estar al 100% tras la lesión de ocho meses y decidió no jugar más.

## Director técnico
Después de colgar los botines en 2012 Andrés es el encargado en el Pachuca de dirigir el grupo de Scouting; Donde analizan vídeos, estadísticas y buscan nuevos talentos para el club además de preparar a los canteros que juegan en la posición de volantes.
El 30 de julio de 2022 es anunciado como entrenador del del Club de Fútbol Pachuca Premier. siendo campeón de la liguilla de filiales en el Torneo Apertura 2022 y Clausura 2023. Para la Temporada 2023-24 el equipo se fusiona con el Atlético Pachuca y Andrés regresa a dirigir las fuerzas básicas.

## Selección nacional
Debutaría con la selección de Colombia categoría sub-20 en el año 2000, al ser convocado para ser parte de la nómina que participaría en el Torneo Esperanzas de Toulon que saldría campeón, al vencer a la Portugal en la definición de penaltis tras el 1-1 en los 90 minutos reglamentarios. Luis Augusto García lo convocaría a la selección de mayores que participaría en la Copa de Oro de la Concacaf 2000 que llegaría a la final del torneo pero caería ante la selección de Canadá. Sería convocado nuevamente en el 2007 cuando el técnico que lo hizo debutar, Jorge Luis Pinto quien tomó las riendas de la Selección Colombia con miras a las eliminatorias de Sudáfrica 2010 y el primer reto sería la Copa América del mismo año.

### Participaciones en Categorías Juveniles
| Torneo                    | Sede    | Resultado | PJ | GA | Asis |
| ------------------------- | ------- | --------- | -- | -- | ---- |
| Esperanzas de Toulon 2000 | Francia | Campeón   | 5  | 1  | 0    |

### Participaciones enCopas América
| Torneo            | Sede      | Resultado      | PJ | GA | Asis |
| ----------------- | --------- | -------------- | -- | -- | ---- |
| Copa América 2007 | Venezuela | Fase de grupos | 2  | 0  | 0    |

### Participaciones enEliminatorias al Mundial
| Eliminatoria                           | Sede del Mundial | Posición      | Resultado | PJ                                 | GA | Asis |
| -------------------------------------- | ---------------- | ------------- | --------- | ---------------------------------- | -- | ---- |
| Eliminatorias Mundial de Alemania 2006 | Alemania         | 6°lugar 24pts | Eliminado | 0 (una convocatoria como suplente) | 0  | 0    |

## Estadísticas como jugador
| Club                     | Div.          | Temporada     | Liga        | Liga        | Copas        | Copas        | Internacional | Internacional | Total | Total |
| Club                     | Div.          | Temporada     | Part.       | Goles       | Part.        | Goles        | Part.         | Goles         | Part. | Goles |
| ------------------------ | ------------- | ------------- | ----------- | ----------- | ------------ | ------------ | ------------- | ------------- | ----- | ----- |
| Millonarios · Colombia   | 1.ª           | 1999-00       | 52          | 7           | Inexistentes | Inexistentes | 10            | 1             | 62    | 8     |
| Millonarios · Colombia   | Total club    | Total club    | 52          | 7           | 0            | 0            | 10            | 1             | 62    | 8     |
| Pachuca · México         | 1.ª           | 2001-V        | 23          | 3           | Inexistentes | Inexistentes | 2             | 0             | 25    | 3     |
| Pachuca · México         | 1.ª           | 2001-02       | 38          | 4           | Inexistentes | Inexistentes | 5             | 1             | 43    | 5     |
| Pachuca · México         | 1.ª           | 2002-03       | 28          | 3           | Inexistentes | Inexistentes | 3             | 1             | 31    | 4     |
| Pachuca · México         | 1.ª           | 2003-04       | 42          | 7           | Inexistentes | Inexistentes | Inexistentes  | Inexistentes  | 42    | 7     |
| Pachuca · México         | 1.ª           | 2004-05       | 32          | 8           | 3            | 1            | 8             | 2             | 43    | 11    |
| Pachuca · México         | 1.ª           | 2005-06       | 38          | 5           | Inexistentes | Inexistentes | Inexistentes  | Inexistentes  | 38    | 5     |
| Pachuca · México         | 1.ª           | 2006-07       | 38          | 4           | 1            | 0            | 15            | 2             | 48    | 6     |
| Pachuca · México         | 1.ª           | 2007-08       | 27          | 3           | Inexistentes | Inexistentes | 11            | 1             | 38    | 4     |
| Morelia · México         | 1.ª           | 2002(*)       | Inexequible | Inexequible | Inexequible  | Inexequible  | 3             | 0             | 3     | 0     |
| Morelia · México         | Total club    | Total club    | --          | --          | --           | --           | 3             | 0             | 3     | 0     |
| Cruz Azul · México       | 1.ª           | 2003(*)       | Inexequible | Inexequible | Inexequible  | Inexequible  | 4             | 0             | 4     | 0     |
| Cruz Azul · México       | Total club    | Total club    | --          | --          | --           | --           | 4             | 0             | 4     | 0     |
| Indios · México          | 1.ª           | 2008-A        | 12          | 0           | Inexistentes | Inexistentes | Inexistentes  | Inexistentes  | 12    | 0     |
| Indios · México          | Total club    | Total club    | 12          | 0           | 0            | 0            | 0             | 0             | 12    | 0     |
| Club América · México    | 1.ª           | 2009-C        | 7           | 1           | 1            | 1            | Inexistentes  | Inexistentes  | 8     | 2     |
| Club América · México    | 1.ª           | 2009-A        | 5           | 1           | Inexistentes | Inexistentes | Inexistentes  | Inexistentes  | 5     | 1     |
| Club América · México    | Total club    | Total club    | 12          | 2           | 1            | 1            | 0             | 0             | 13    | 3     |
| Atlas · México           | 1.ª           | 2010-C        | 7           | 2           | Inexistentes | Inexistentes | Inexistentes  | Inexistentes  | 7     | 2     |
| Atlas · México           | Total club    | Total club    | 7           | 2           | 0            | 0            | 0             | 0             | 7     | 2     |
| Tiburones Rojos · México | 1.ª           | 2011-C        | 13          | 0           | Inexistentes | Inexistentes | Inexistentes  | Inexistentes  | 13    | 0     |
| Tiburones Rojos · México | Total club    | Total club    | 13          | 0           | 0            | 0            | 0             | 0             | 13    | 0     |
| Pachuca · México         | 1.ª           | 2011-A        | 1           | 0           | Inexistentes | Inexistentes | Inexistentes  | Inexistentes  | 1     | 0     |
| Pachuca · México         | Total club    | Total club    | 267         | 37          | 4            | 1            | 44            | 7             | 315   | 45    |
| Total carrera            | Total carrera | Total carrera | 363         | 48          | 5            | 2            | 61            | 8             | 429   | 58    |

Nota: * El jugador solamente estuvo inscrito para jugar la Copa Libertadores, la temporada regular la siguió disputando con Pachuca.

#### Selección Colombia
| Selección                | Año                      | Partidos | Goles |
| ------------------------ | ------------------------ | -------- | ----- |
| Sub-21                   | 2000                     | 5        | 1     |
| Total                    | Total                    | 5        | 1     |
| Absoluta                 | 2000                     | 0        | 0     |
| Absoluta                 | 2004                     | 1        | 0     |
| Absoluta                 | 2007                     | 5        | 1     |
| Absoluta                 | 2008                     | 1        | 0     |
| Total                    | Total                    | 7        | 1     |
| Total Selección Colombia | Total Selección Colombia | 12       | 2     |

## Estadística como entrenador
| Equipo               | Div.                | Temporada           | Liga | Liga | Liga | Liga | Liga |    | Copa | Copa | Copa | Copa |   | Internacional | Internacional | Internacional | Internacional |   | Otros | Otros | Otros | Otros | Otros |   | Totales     | Totales | Totales | Totales | Totales | Totales | Totales | Totales |
| Equipo               | Div.                | Temporada           | PD   | G    | E    | P    | Pos. | PD | G    | E    | P    | PD   | G | E             | P             | PD            | G             | E | P     | Pos.  | PD    | G     | E     | P | Rendimiento | GF      | GC      | Dif.    |         |         |         |         |
| -------------------- | ------------------- | ------------------- | ---- | ---- | ---- | ---- | ---- | -- | ---- | ---- | ---- | ---- | - | ------------- | ------------- | ------------- | ------------- | - | ----- | ----- | ----- | ----- | ----- | - | ----------- | ------- | ------- | ------- | ------- | ------- | ------- | ------- |
| Pachuca "B" · México | 3.ª                 | A-2022              | 10   | 9    | 0    | 1    | 1.º  | -  | -    | -    | -    | -    | - | -             | -             | 4             | 3             | 1 | 0     | 1.º   | 14    | 12    | 1     | 1 | 88.09%      | 45      | 15      | +30     |         |         |         |         |
| Pachuca "B" · México | 3.ª                 | C-2023              | 10   | 7    | 0    | 3    | 4.º  | -  | -    | -    | -    | -    | - | -             | -             | 4             | 2             | 1 | 1     | 1.º   | 14    | 9     | 1     | 4 | 66.67%      | 48      | 12      | 36      |         |         |         |         |
| Pachuca "B" · México | Total               | Total               | 20   | 16   | 0    | 4    | -    | 0  | 0    | 0    | 0    | 0    | 0 | 0             | 0             | 8             | 5             | 2 | 1     | -     | 28    | 21    | 2     | 5 | 77.38%      | 93      | 27      | +66     |         |         |         |         |
| Total en su carrera  | Total en su carrera | Total en su carrera | 20   | 16   | 0    | 4    | -    | 0  | 0    | 0    | 0    | 0    | 0 | 0             | 0             | 8             | 5             | 2 | 1     | -     | 28    | 21    | 2     | 5 | 77.38%      | 93      | 27      | +66     |         |         |         |         |
| 1. 2. 3.             |                     |                     |      |      |      |      |      |    |      |      |      |      |   |               |               |               |               |   |       |       |       |       |       |   |             |         |         |         |         |         |         |         |

## Palmarés

### Campeonatos nacionales
| Título   | Club    | País   | Año  |
| -------- | ------- | ------ | ---- |
| Invierno | Pachuca | México | 2001 |
| Apertura | Pachuca | México | 2003 |
| Clausura | Pachuca | México | 2006 |
| Clausura | Pachuca | México | 2007 |

### Copas internacionales
| Título                           | Club    | País   | Año  |
| -------------------------------- | ------- | ------ | ---- |
| Copa Sudamericana                | Pachuca | México | 2006 |
| Copa de Campeones de la Concacaf | Pachuca | México | 2002 |
| Copa de Campeones de la Concacaf | Pachuca | México | 2007 |
| Copa de Campeones de la Concacaf | Pachuca | México | 2008 |

## Anexos
- Anexo:Máximos goleadores del Club de Fútbol Pachuca